# キャドバリー
キャドバリー (Cadbury) は、イギリスの菓子・飲料メーカーである。
アメリカの食品大手モンデリーズ・インターナショナルグループ（旧 クラフトフーヅグループ）の一部で、公正取引または有機製品の標榜で知られる。かつての子会社で現在もグループ企業のグリーン・アンド・ブラックス社を通じ販売している。

## 歴史

### 創業
- 1824年、ジョン・キャドバリーがコーヒー、紅茶、飲用チョコレート販売店Cadbury Brothers of Birminghamを開業する。
- 1831年、チョコレート工場を操業し、以降菓子メーカーとして成長する。
- 1854年、ヴィクトリア女王よりイギリス王室御用達に指定される[2]。
- 1868年、美麗絵柄の贈答用チョコレートボックスを発売する。
- 1905年、ミルクを使用したキャドバリー・デイリーミルクを発売する。
- 1955年、エリザベス2世よりイギリス王室御用達に指定される[2]。

### シュウェップスと合併
- 1969年、共にイギリス王室御用達で100年以上の歴史を有する、キャドバリー社とシュウェップス社が合併して「キャドバリー・シュウェップスPlc (CS)」が誕生する。シュウェップス社は1783年にジュネーヴで発足して世界初の炭酸入りミネラルウォーターやジンジャーエールなどを生産し、後に拠点をイギリスへ移している。
- 2008年5月2日、北米飲料部門を「ドクターペッパー・スナップル・グループ」としてスピンオフし、本体は「キャドバリー (Cadbury plc)」へ社名変更する。

### クラフトフーヅが買収
- 2010年1月19日、クラフトフーヅの買収提案をキャドバリーが受諾する。買収額は最大約1兆7600億円[注釈 1]、売上総額は2008年度実績で約4兆6000億円[注釈 2]で、同年4月16日、買収手続が完了してクラフトフーヅの完全子会社になり世界最大の菓子メーカーが誕生する。
- 2012年10月1日、クラフトフーヅが北米食品部門を「クラフトフーズ・グループ」としてスピンオフし、旧クラフトフーヅは「モンデリーズ・インターナショナル (Mondelēz International)」へ商号変更し、キャドバリーはモンデリーズの子会社になる。

## 日本での展開

### マルチフッド・インターナショナル
後述の通り、2012年以降、日本法人である日本クラフトフーズではなく、明治グループのマルチフッド・インターナショナルがキャドバリー製品を販売している。

### 旧 キャドバリー・ジャパン
- 1978年、日本法人キャドバリー・ジャパンが設立される。
- 2011年1月、親会社の買収に伴い日本クラフトフーズへ社名変更するも、引き続き1年間キャドバリー製品を扱う。
- 2012年1月、フランスのショコラ・プーラン（英語版）[注釈 3]を明治グループマルチフッド・インターナショナルへ移管[3]し、ベルギーのトレファン (Trefin) を輸入菓子専門店巴商事へ移管[3]している。

### 日本コカ・コーラ
シュウェップス製品（一部のみ）を、日本コカ・コーラが製造している。

## 不祥事
2014年、マレーシアで、チョコレートにイスラームで禁忌とされている豚のDNAが含まれている疑いがあるという噂が流れた。検査を実施したところ「キャドバリー・デアリー・ミルク・ヘーゼルナッツ」と「キャドバリー・デアリー・ミルク・ロースト・アーモンド」2商品から豚DNAが検出された。

## キャドバリーを扱った作品
- ドキュメンタリーTV番組『一流企業:華麗なる失策事例』シリーズ 第3回（ディスカバリーチャンネル）